# Phosphate de monopotassium
Le phosphate de monopotassium ou dihydrogénophosphate de potassium, de formule KH2PO4 souvent abrégé en KDP, est un sel formé des ions phosphate et potassium. Il est utilisé comme engrais, additif alimentaire (E340(i)) et fongicide. Sous forme de monocristal, il est paraélectrique à température ambiante, et devient ferroélectrique en dessous de −150 °C. Il est également piézoélectrique dans les conditions ambiantes.